# Ryūnosuke Tsukue
Ryūnosuke Tsukue (机 龍之介, Tsukue Ryūnosuke), né le 13 août 1997 à Kanagawa, est un joueur professionnel de squash représentant le Japon. Il atteint en avril 2025 la 47e place mondiale sur le circuit international, son meilleur classement. Il est champion du Japon à cinq reprises consécutives de 2014 à 2018, établissant un record de précocité pour son premier titre à l'âge de dix-sept ans et en 2022.

## Palmarès

### Titres
- Championnats du Japon : 6 titres (2014-2018, 2022)